# حفار (جزيرة مينو)
حفار (بالفارسية: حفار) هي منطقة سكنية تقع في إيران في قسم جزيرة مينو الريفي. يقدر عدد سكانها بـ 285 نسمة بحسب إحصاء 2016.